# Польське туристично-краєзнавче товариство

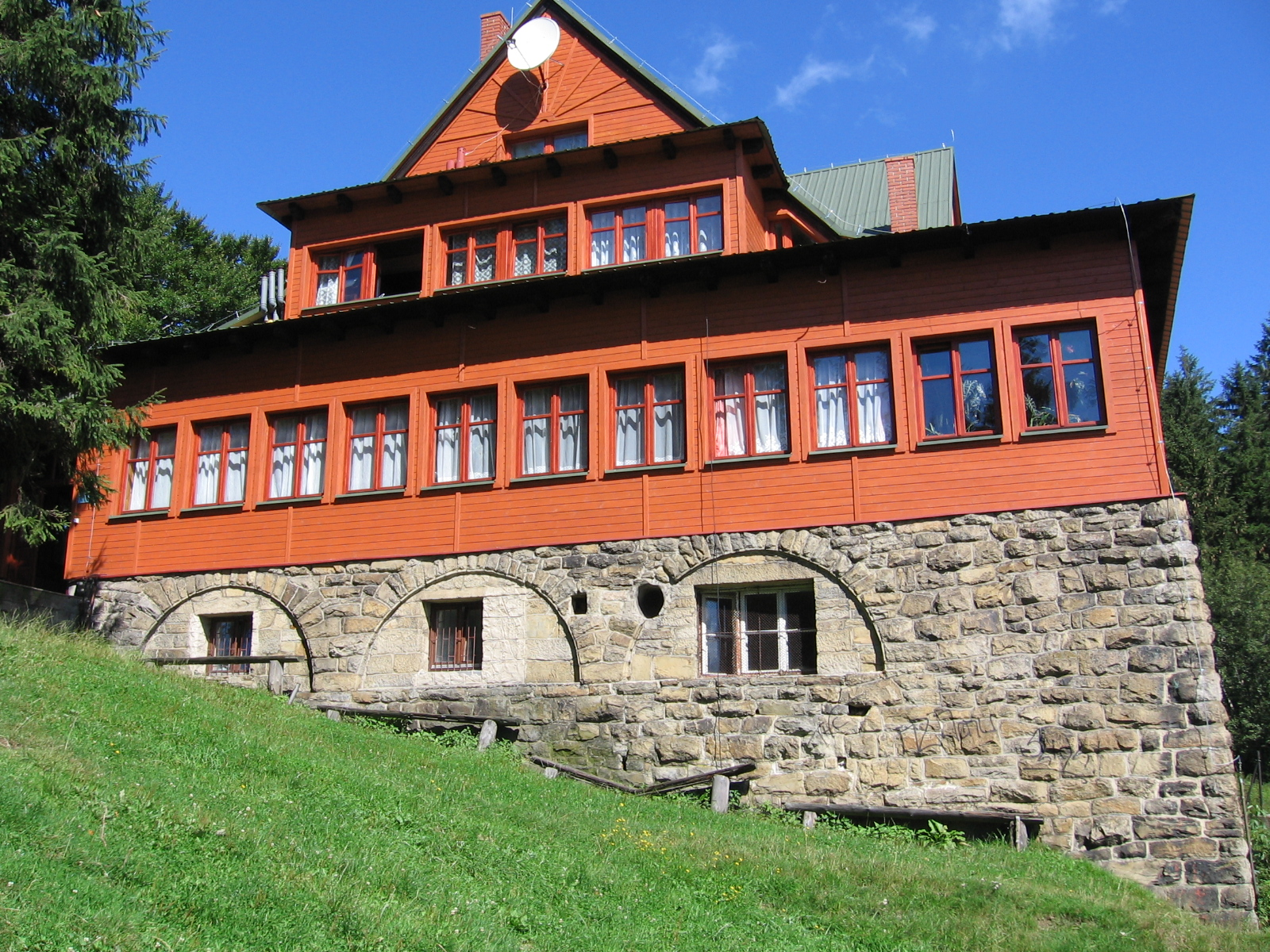
Притулок ПТКТ Стожек

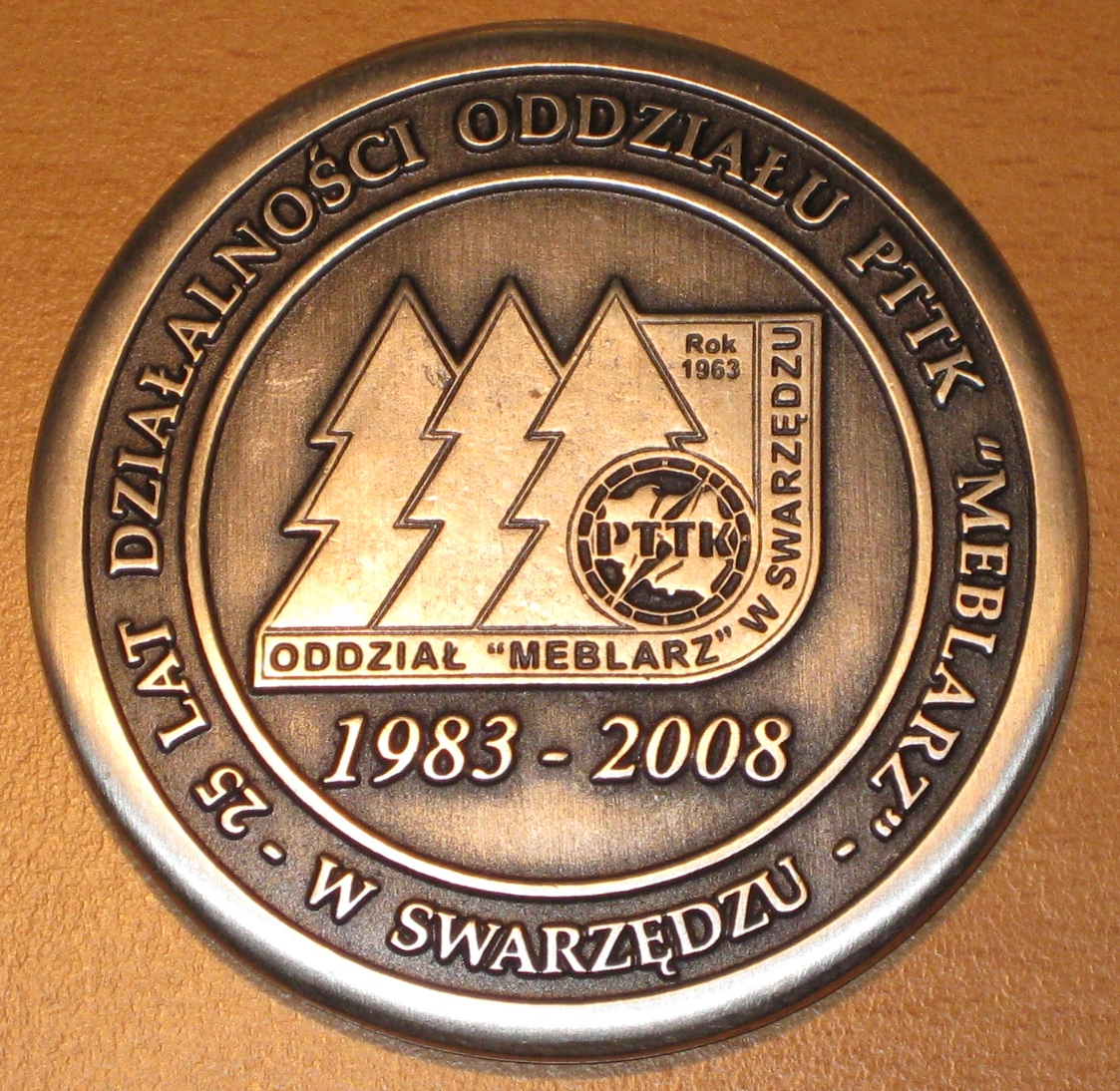
Медаль на честь 25 років діяльності філії ПТКТ «Meblarz» у Сважендзі

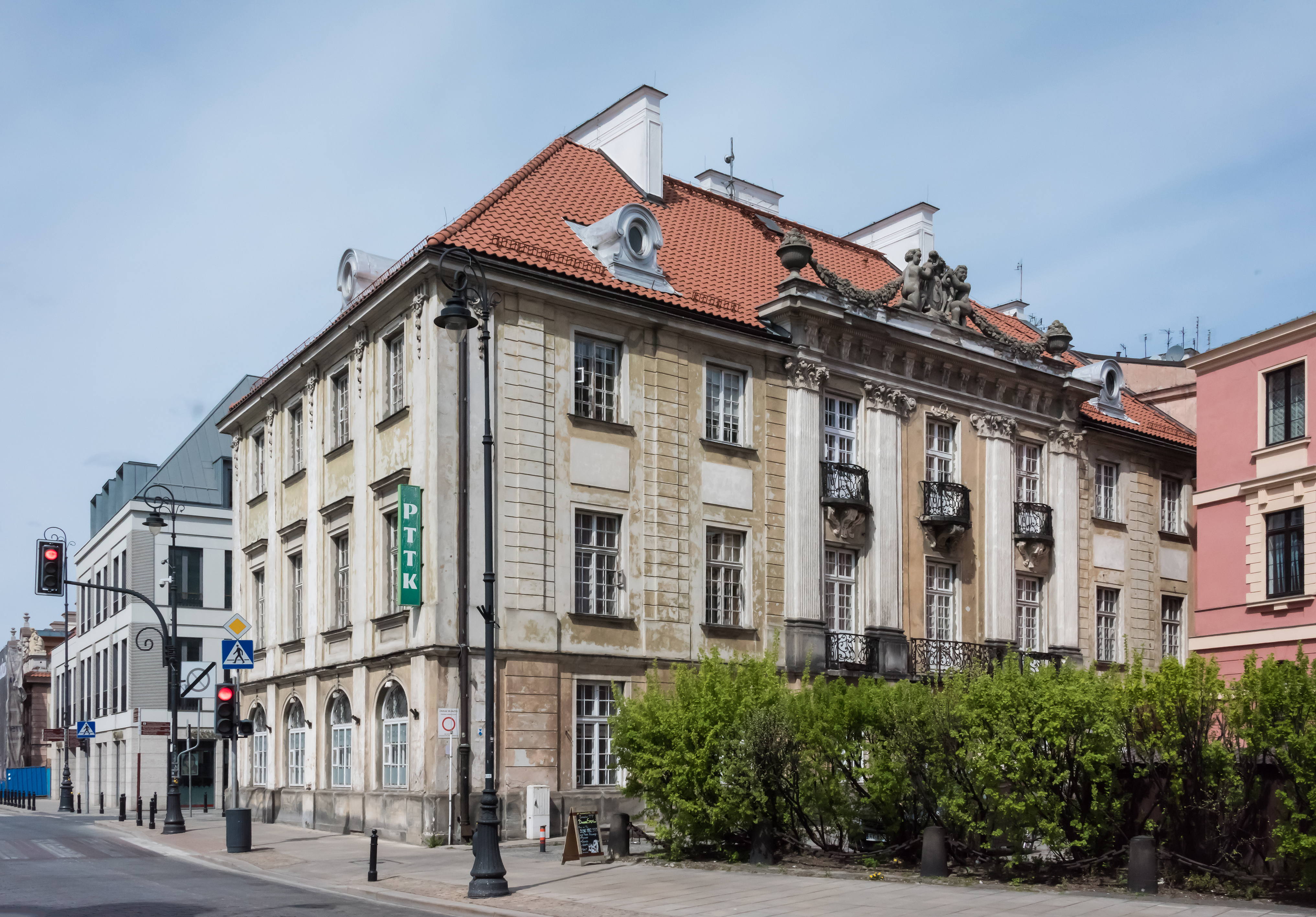
Палац Малаховських на вулиці Сенаторській 11 у Варшаві, резиденція головного управління ПТКТ

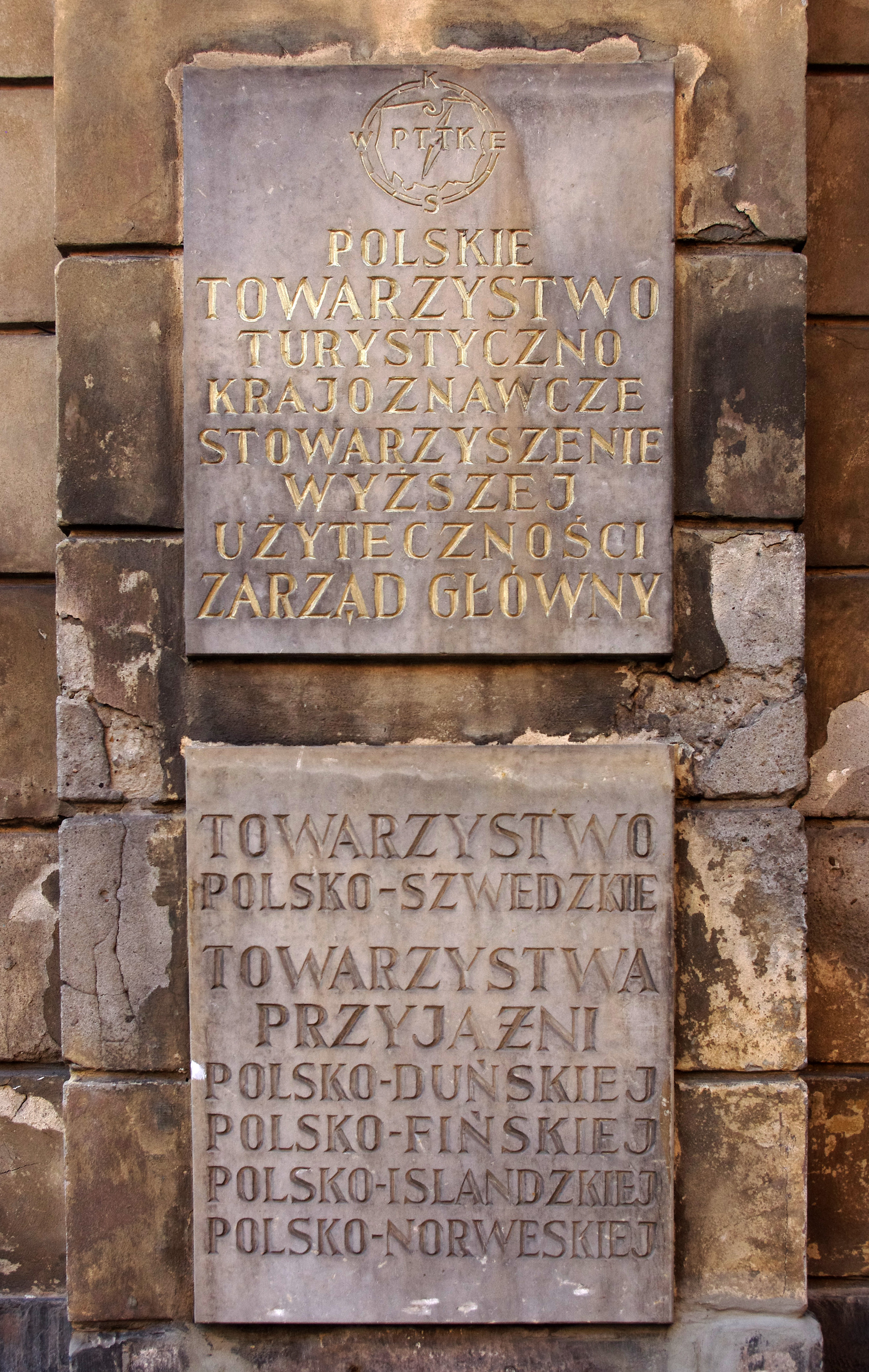
Табличка в штаб-квартирі управління ПТКТ за адресою вул. Сенаторська 11 у Варшаві

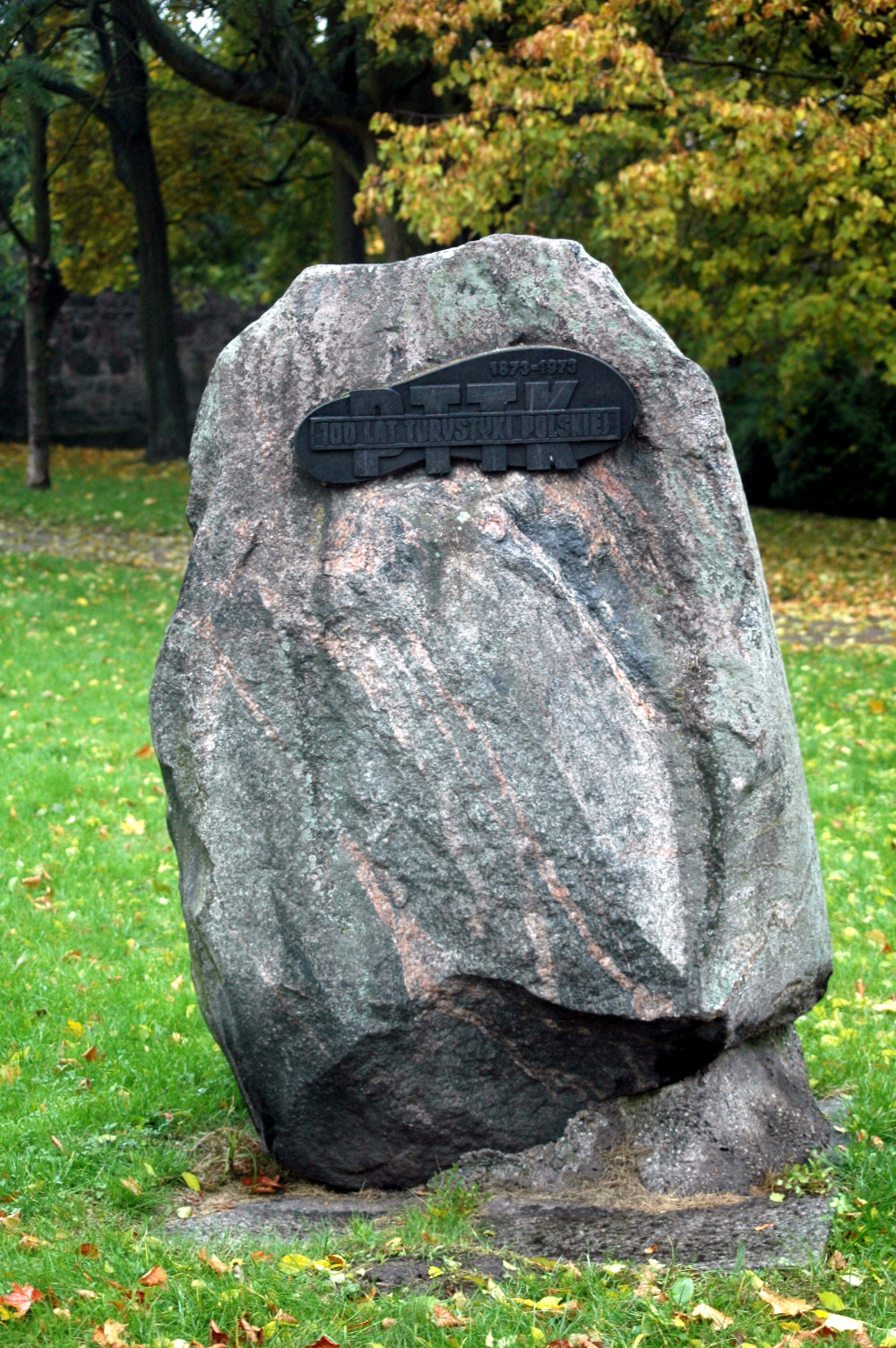
Валун у Старгарді, встановлений на честь 100-річчя польського туризму (1873—1973)

Польське туристично-краєзнавче товариство (пол. Polskie Towarzystwo Turystyczno-Krajoznawcze; ПТКТ) — асоціація, створена в 1950 році шляхом злиття Польського краєзнавчого товариства та Польського Татранського товариства, що об'єднує туристів і екскурсоводів. Метою Товариства є популяризація кваліфікованого туризму та екскурсій у Польщі.
Штаб-квартира правління ПТКТ знаходиться в палаці Малаховських на вулиці Сенаторській, 11 у Варшаві.

## Історія створення
З метою з'ясування всіх проблем і створення моделі майбутнього Товариства у 1948 році була створена Узгоджувальна комісія, кінцевим результатом роботи якої стала розробка «Ідеологічних засад і принципів майбутнього статуту». Останні з'їзди делегатів обох товариств відбулися у Варшаві 16 грудня 1950 року, а наступного дня, 17 грудня 1950 року, було створено Польське туристично-краєзнавче товариство. Леопольд Венгжинович, відомий активіст «PTKraj», в цей час вийшов на пенсію, а Мечислав Орлович знайшов місце в новоствореній організації.
У чинному статуті ПТКТ зазначено, що Polskie Towarzystwo Turystyczno-Krajoznawcze (…) powstałe w 1950 roku z utworzonego w 1873 roku Towarzystwa Tatrzańskiego, przekształconego w 1920 roku w Polskie Towarzystwo Tatrzańskie oraz utworzonego w 1906 roku Polskiego Towarzystwa Krajoznawczego, jest spadkobiercą tradycji i dorobku ideowego, a także następcą prawnym majątku tych Towarzystw.

## Представники
ПТКТ налічує майже 68 тисяч членів, об'єднаних у 291 осередок, що складаються з майже 1800 гуртків та клубів. База розміщення ПТКТ налічує понад 20 000 місць у 60 туристичних будинках, 77 гірських хостелах, 35 хостелах і центрах водного туризму, 33 кемпінгах і 5 готелях. У його підпорядкуванні 8 регіональних музеїв, 23 бібліотеки, 25 регіональних наукових лабораторій та 11 культурних центрів гірського туризму, які є осередками традицій польського туристично-екскурсійного руху. Вони збирають унікальні документи та інші матеріали, що свідчать про внесок ПТКТ та його попередників у розвиток соціальної та культурної діяльності в Польщі. Це видавництво карт, ліфлетів і путівників.
ПТКТ має власний персонал — екскурсоводів, інструкторів з екскурсійної та природоохоронної діяльності та керівників кваліфікованих видів туризму (пішохідного, гірського, велосипедного, веслування на байдарках і каное, мотоциклів, верхової їзди та лижного). Проводить численні навчальні курси. Кожен член Польського товариства після сплати членського внеску отримує членську картку ПТКТ, яка одночасно є дисконтною карткою ПТКТ. Завдяки цій картці члени ПТКТ можуть користуватися торговельними знижками на послуги розміщення в об'єктах ПТКТ та інших, чиї власники приєдналися до цієї картки. Найпривабливіші райони Польщі перетинають приблизно 63 000 кілометрів маршрутів, визначених ПТКТ: рівнинні та гірські пішохідні, велосипедні, лижні, кінні та водні маршрути. Польщу також перетинають міжміські (транс'європейські) пішохідні та велосипедні маршрути, якими опікується ПТКТ.
У 2015 році ПТКТ організувало майже 20 000 поїздок і заходів на природі, які відвідали 570 000 осіб.
ПТКТ просуває систему туристичних та екскурсійних значків, спрямованих на популяризацію знайомства з Польщею. До них належать, серед іншого:
- Значок гірського туриста,
- Значок для походів,
- Туристичний значок,
- Значок туриста на байдарках,
- Значок вітрильного туриста,
- Значок велосипедного туриста,
- Кінний значок гірського туризму,
- Кінний знак рівнинного туризму,
- Значок гірських лиж і значок низинних лиж,
- значок «Турист-натураліст»,
- Значок спортивного орієнтування,
- Значок автомобільного туриста,
- Значок підводного туризму.

Окремі філії також нагороджують регіональними значками.
Товариство є членом таких міжнародних організацій:
- Європейська асоціація пішохідного туризму (нім. Europäische Wandervereinigung (EWV)),
- Alliance Internationale de Tourisme[en],
- EUROPARC Federation[en],
- Confédération Mondiale des Activités Subaquatiques.

До 31 грудня 2011 року ПТКТ був членом Naturfreunde Internationale (NFI).

## Керівництво
Вища влада ПТКТ обирається на загальних зборах організації, які проводяться кожні чотири роки. З-поміж делегатів обираються члени головної ради, головної ревізійної комісії та головного колегіального суду. Роботу головного правління очолює президент, досі цю посаду обіймав, серед інших, Пьотр Гаєвський (політик) (1962—1972), Адам Чижевський (1993—1997), Яцек Потоцький (2017-червень 2019), Єжи Каплон (з липня 2019)

## Конкурси ораторського мистецтва
У рамках діяльності ПТКТ організовуються конкурси красномовства, щоб підвищити інтерес до історії та туристичних визначних пам'яток різних регіонів Польщі, а також популяризувати красномовство. Першим з них був конкурс «Рапсодія національних екскурсоводів», який проводився з 1971 року, а згодом ідея конкурсів була поширена на молодші вікові групи.
Наразі, окрім ораторських змагань екскурсоводів, відбуваються такі заходи:
- з 1976 р. Конкурси красномовства для молоді середніх шкіл (з 2000 р. як Конкурси ораторського мистецтва для молоді середніх шкіл),
- з 1985 р. Конкурси красномовства для дітей та молоді в початкових школах,
- з 2000 р. Конкурси красномовства молодших школярів.

Відбіркові змагання проходять у три (чотири для юнацьких змагань) етапи. Це такі рівні: шкільний (для юнацьких змагань), районний/районний, обласний та національний фінал. Фінали ораторських змагань між екскурсоводами та учнями загальноосвітніх шкіл проводяться в замку в Ґолюб-Добжині. Змагання для молоді з початкових і середніх шкіл були створені з ініціативи активістів ПТКТ з Легниці, а їх фінали проводяться в Легниці.